# Peter Wick (Theologe)
Peter Stephan Wick (* 27. Juli 1965 in Basel) ist ein Schweizer evangelisch-reformierter Theologe und Neutestamentler.

## Leben
Neben dem Studium der evangelischen Theologie an der Universität Basel studierte er katholische Theologie an der Universität Fribourg und danach Geschichte der jüdischen Antike an der Hebräischen Universität Jerusalem. Er promovierte 1993 an der Universität Basel mit einer Arbeit über die rhetorische Struktur des Philipperbriefs. 1994 wurde er in der evangelisch-reformierten Kirche Basel-Stadt zum Pfarrer ordiniert. 1999 folgte die Habilitation im Fach Neues Testament (Entstehung der frühchristlichen Gottesdienste im Rahmen der jüdischen Tempel-, Synagogen- und Hausfrömmigkeit). 2002 nahm er an einem Archäologischen Lehrkurs des Deutschen Evangelischen Instituts für Altertumswissenschaft des Heiligen Landes teil. Von 2000 bis 2003 war Wick Assistenzprofessor für Neues Testament und antike Religionsgeschichte in Basel; seit 2003 ist der Inhaber des Lehrstuhls für Exegese und Theologie des Neuen Testaments und Geschichte des Urchristentums an der Ruhr-Universität Bochum.
Wicks Forschungsschwerpunkte sind die Paulusbriefe, das Matthäusevangelium und der Jakobusbrief, sowie neutestamentliche Ethik und deren Relevanz für ethische Diskurse heute.
Er ist Präsident der Cansteinschen Bibelanstalt in Westfalen.

## Privates
Wick ist verheiratet und Vater von vier Kindern.

## Veröffentlichungen (Auswahl)
- Der Philipperbrief. Der formale Aufbau des Briefs als Schlüssel zum Verständnis seines Inhalts (= BWANT. Band 135), Stuttgart u. a. 1994.
- Die urchristlichen Gottesdienste. Entstehung und Entwicklung im Rahmen der frühjüdischen Tempel-, Synagogen- und Hausfrömmigkeit. (= BWANT. Band 150), Stuttgart u. a. 2002 (2. Auflage 2003).
- Bibelkunde des Neuen Testaments, Kohlhammer, Stuttgart 2004, ISBN 978-3-17-018137-3.
- Paulus. Göttingen 2006.
- Die Kindertaufe fordert uns heraus. Am Neuen Testament stoßen alle Tauftheorien an ihre Grenze. In: Theologische Beiträge. Band 42, 2011, S. 264–282 (online).